# جزيرة المرأة العجوز

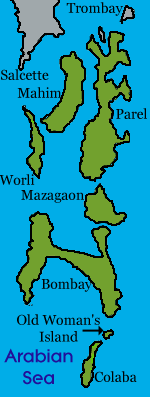
سبع جزر بومباي

جزيرة العجوز، جزيرة المرأة العجوز ، والمعروفة أيضًا باسم ليتل كولابا، هي واحدة من الجزر السبع التي تتكون منها مدينة مومباي في الهند، وجزء من بومباي القديمة التاريخية.  
بني شارع كولابا كوزواي في عام 1838 ، ويربط هذه الجزيرة الأخيرة ببرية بومباي، إلى جانب جزيرة كولابا . 
استمرت البرتغال في الاحتفاظ بجزيرة ليتل كولابا لعدة عقود أخرى قبل تسليمها للإنجليز حوالي عام 1762 ، مع مراعاة الاحتفاظ بالملكية البرتغالية لمنزل في الجزيرة ، والذي أصبح الآن كنيسة القربان المقدس في ميدل كولابا. جسر كولابا ، الذي بني في عام 1838، ربط الجزيرة الأخيرة بالبر الرئيسي لبومباي ، جنبًا إلى جنب مع جزيرة كولابا.

## روابط خارجية
- تاريخ كولابا واستعراض الكفة
- بومباي - تاريخ الاستصلاح